# ミュンヘン音楽・演劇大学
ミュンヘン音楽・演劇大学（ミュンヘンおんがくえんげきだいがく、英語: University of Music and Performing Arts Munich、公用語表記: Hochschule für Musik und Theater München）は、バイエルン州ミュンヘンに本部を置くドイツの国立音楽大学。1846年創立、1846年大学設置。

## 歴史
バイエルン王国時代の1846年にバイエルン王立音楽アカデミーとして発足する。その後何度も名称変更、拡大などを繰り返し、現在の正式名称は1998年よりドイツ語でHochschule für Musik und Theater München、日本語ではドイツ国立ミュンヘン音楽・演劇大学となった。むしろ日本では単にミュンヘン音楽大学と呼ぶことが一般的である。
ハンス・フォン・ビューローを初代学長に迎えて以来、ピアニスト、教育者として日本にも多数の弟子がいるクラウス・シルデ（1988年 - 1991年在職）などを経て、現在はベルント・レトマンが務めている。
同大学の現在の教授は、ピアノのゲルハルト・オピッツ、アンドラーシュ・シフ（Honorarprofessor）、チェロのヴァルター・ノータス、ヴァイオリンのクリストフ・ポッペン、アナ・チュマチェンコ、ヴィオラのハリオルフ・シュリヒティヒ、フルートのアンドラーシュ・アドリアン、指揮のブルーノ・ヴァイル、リート解釈のヘルムート・ドイチュ、声楽のクリスティアン・ゲルハーヘルらがいる。
現在のミュンヘン音楽・演劇大学の校舎は、かつてはヒトラーのミュンヘンにおける総統官邸であり、隣にはナチス党本部褐色館（Braunes Haus）があった。この校舎建物でミュンヘン会談が開かれた。また授業の一部は、ミュンヘン・フィルハーモニー管弦楽団が本拠を置く複合文化施設ガスタイクでも行われる。

## 作曲賞
ギュンター・ビアラス国際作曲コンクールが開始されており、多くの若手作曲家が表彰されている。

## 著名な元教授
- ハンス＝ユルゲン・フォン・ボーゼ (作曲・解雇)
- ジークフリート・マウザー (ピアノと音楽学・有罪判決を受け退職)